# Међународна федерација библиотечких удружења и институција
 Међународна федерација библиотечких удружења и институција (енгл. International Federation of Library Associations, IFLA) представља светску, независну, невладину организацију, чији су чланови библиотекарска и сродна удружења, као и библиотеке и сличне установе, појединци и покровитељи. Њен основни задатак је да подстиче развој и истраживање у свим областима која се односе на библиотечке и информационе науке. Такође представља библиотекарство као област од међународног интереса, ради на сталном побољшању делатности и библиотекара, развија, стимулише и даје смернице за различите библиотечке активности, у шта спадају библиотечка статистика, бележење и пружање библиографских података, чување и конзервација библиотечке грађе, као и успостављање организације кроз коју ће библиотекарство моћи да буде представљено у питањима од националног интереса.
   Ситуација при завршетку Првог светског рата  била је таква да је се осећала потреба за оснивањем разних међународних организација које би обезбедиле размену идеја и искустава,  као и решавање проблема путем науке и уметности. Због те потребе, у првим послератним годинама, основане су  Лига народа, Међународни комитет за интелектуалну сарадњу и Међународни институт за интелектуалну сарадњу. Оно што је утицало на свест и на потребу да се организује удружење међународног карактера јесу организовани развој библиотекарства у развијеним земљама и удружења која су се у њима стварала и јачала. Библиотекари су исказали жељу за разменом искустава и потребу за сазнањем 1926. године, приликом одражавања Међународног конгреса библиотекара и пријатеља књиге у Прагу, одржаном од 28. јуна до 3. јула. На Конгресу присуствовали су делегати из 28 земаља.
Председник Друштва француских библиотекара Г. Хенриот, на Конгресу, предложио је да се оснује међународна организација која би обухватила и ујединила разна национална библиотечка друштва. Годину дана касније 30. септембра 1927. године основано је удружење ИФЛА. Током годишње конференције Удружења библиотека Британије дошло је до потписивања резолуције о стварању Међународног библиотечког и библиографског комитета од стране представника петнаест националних библиотечких удружења. Овај комитет 1929. године, на првом Конгресу одржаном у Риму, Фиренци и Венецији, прихвата статут и мења назив у Међународна федерација библиотечких удружења. Одлучено је да се поред назива ИФЛА користи и скраћеница FIAR за француско говорно подручје (франц. La Fédération Internationale des Associations et Institutions de Bibliothèques) . Статут ступа на снагу следеће године, а постаје светска федерација библиотечких удружења, отворена према сродним међународним организацијама и библиотечким институцијама земања у којима библиотекарска удружења не постоје.
    Као новонастала организација,ИФЛА је била мала, чији је оријентир пре свега био на Европу и Северну Америку. Развијала се споро, садржала је три подкомитета, а народне библиотеке су почеле да се учланују тек 1932. године. Њен задатак је био да обезбеди форуме за међународне контакте и размену идеја, као и искуства за потребе библиотекара широм света, нарочито у пољима библиографије. Даљи развој ове организације прекинуо је Други светски рат. Последња конференција пред рат одржана је 1939. године у Хагу. Други светски рат у потпуности је прекинуо активност организације. Тадашњи председник упео је сачува и одржи контакт са чланством. Након рата, 1947. године у Ослу, окупили су се делегати из 18 земаља како би обновили, односно оживели рад организације. На том састанку изабран је и нови председник ИФЛА-е, а поред тога извршена је реорганизација подкомитета којих је у том тренутку било тринаест.
  Година 1963. била је од најбитнијих година у развоју ове организације. Ове године издат је дугогочни план „Библиотеке у свету“, који је представљао темељ, односно базу ове организације све до средине седамдесетих година. Такође је био и први покушај да се опишу најважнија поља активности и интегришу сви проблеми библиотекарства у социјално-политичком развоју. Због повећања броја чланова, доношења другог програма, као реорганизације и ширења активности дошло је до измене статута ИФЛА 1964. године. Једна од ствари која је уведена овим статутом била је нова категорија чланова- тзв. придружени чланови. Придружени чланови су се разликовали од редовних чланова по томе што нису имали право гласа, иако су могли да присуствују и сарађују у раду комисија и секција, а такође су примали бесплатно ИФЛА периодична издања
   Данас ИФЛА своју делатност обавља кроз пет центарлних програма и кроз одељења, секције и окгругле столове. Садржи преко 1600 чланова у више од 146 земаља. Изршни одбор (Executive Board) представља њен највиши орган који има за задатак да одређује општу политику организације, као и да се стара о начину управљања и финансијама и задужен је за комуникацију. Овај одбор чине председник, седам одабраних чланова и један официјелан члан, који је председавајући Стручног одбора (Professional Board). Стручни одбор се састоји од председавајућег сваког одељења и председавајућег самог одбора, а има задатак да управља и надгледа планирање стручних активности организације. Такође стручни одбор омогућује и стварање радних група, које истражују специфичне теме и које после две године могу бити угашене, или могу постати округли столови уколико за то постоји довољно интересовања.
  По савременој организацији округли столови су сврстани у 8 одељења. Четири одељења се баве различитим питањима библиотечке делатности, а три се баве различитим типовима библиотека. Осмо одељење је оријентисано на развој библиотечке и информационе услуге на подручјима Африке, Карипских острва, Латинске Америке, Азије и Океаније.
ИФЛА је организовала неколико тематских  програма који су се везивали за све типове библиотека и за све кориснике, без обзира на њихову локацију. Она је ове програме први пут организовала током седамдесетих година и први главни програм био је Универзална библиографска контрола, који је настао 1974. године. После овог програма основани су и програми као што су Главни програм универзалне доступности публикација и Међународни   програм. Године 1984. извршни одбор ИФЛА-е одобрио је стварање нових програма. Одбор за управљање програмима је задужен за овај део активности ИФЛА-е. Данас су актуелни програми:
- Универзална библиографска контрола и међународни MARC ( UBCIM)
- Универзална доступност публикација (UAP)
- Заштита и конзервација (PAC)
- Универзални проток података и телекомуникације (UDT)
- Унапређење библиотекарства у трећем свету (ALP)
  Што се тиче програма Универзална библиографска конторала и интернационални MARC- UBCIM настао је спајањем програма Универзалне библиографске контроле и Међународног МАРЦ програма 1987. године. Универзална библиографска контрола имала је за циљ промоцију система за контролу и размену библиографских јединица, као и обезбеђивање доступности библиографских података о свим публикацијама издатим у свим земљама света у облику који је интернационално прихватљив. Оснивање овог програма било је значајно за све националне библиотеке, библиографске заједнице, а и организацијама сличног профила. Седиште овог програма налазило се у Лондону 1974. године од када је започело  свој рад.
 Међународни MARC програм (IMP) имао је за циљ промоцију коришћења UNIMARC-а, како би се MARC записи могли размењивати у стандардизованом облику. Његова седишта налазила су се у библиотекама у Лондону и Немачкој библиотеци у Франкфурту на Мајни. Програм је основан 1983. године.
  Сврха UBCIM програма је да стимулише, односно да пружи подршку професионалним активностима одговарајућих секција, да има улогу центра за дисеминацију информација, као и да одржава састанке за библиографију и формате. Мада његова улога данас највише је везана за усклађивање раста система и стандарда за библиографску контролу на националном нивоу и међународне размене библиографских података. UBCIM са канцеларијом која се налази у Немачкој на Мајни ради на побољшању формата UNIMARC, а такође издаје и часопис за библиографску контролу под називом „International Cataloting and Bibliographic Control“ (ICBC).
  Идеја о покретању програма Универзалне доступности публикација појавила се упоредо са оснивањем програма за библиографску контролу, а значај овог програма се истиче од 1975. до 1980. године. Мисао о покретању овог програма разматрана је први пут 1976. године на годишњој конференцији ИФЛА-е у Лозани. Такође исте ове године одржана је прва презентација рада са темом универзалне доступности публикација. Децембра 1980. године формирана је међународна канцеларија за Универзалну доступност публикација, а до тада је ту функцију обављала Канцеларија за међународниу позајмицу.
  Овај програм има циљ који се заснива на принципу да је приступ информацијама непроцењив за свеукупни економски, друштвени, културни, технлошки и научни развој. UAP се заснива на националном плану, јер  у зависности од квалитета националних компонената зависи и успешност интернационалног система, а сама универзална доступност остварује се унапређивањем начина објављивања, диструбуције и снадбевања библиотека. Посебну пажњу програм посвећује набавци, развоју и одржавању библиотечких фондова, обавезном примерку, међубиблиотечкој позајмици, заштити ауторских права, заштити и чувању, као и пажњу услуге корисницима.
  Априла 1986. године званично је покренут програм за Заштиту и конзервацију у Бечу, када је одређен његов главни циљ, да се значајни објављени и необјављени библиотечки и архивски материјали сачувају на националним нивоу. Конгресна библиотека представља институцију у којој је централизовано управљање овог програма. Програм за Заштиту и конзервацију има задатак да вредан библиотечки и архивски материјал, објављен и необјављен, нагласи на глобалном нивоу и укаже његову вредност стучњацима, владама и јавности. Програм се састоји из два аспекта, прошлог и будућег. Заштита библиотечког материјала из прошлости ради будућег коришћења и заштите библиотечког материјала будућности која ће смањити будуће проблеме. Седиште програма за Заштиту и конзервацију (Core Programme for Preservation and Conservation) – PAC налази се у Националној библиотеци у Француској.
  Универзални проток података и телекомуникација (Universal Dataflow and Telecommunications) је један од главних програма ИФЛА-е, а први кораци ка његовом оснивању начињени су 1984. године када је предложено стварање програма под именом Прекогранични проток података од стране Извршног одбора ИФЛА-е. За званичну годину формирања узима се 1986. када су његови циљеви и програмска оријентација дати у средњорочном програмуИФЛА који се односио на период од 1986. до 1991. године. Главни циљ овог програма је развој електронских протока информација у националним и међународним оквирима, тако да базе података буду доступне у свим библиотекама. Године 1986. програм мења назив по препоруци Извршног одбора ИФЛaи добија назив по коме је данас познат Универзални проток података и телекомуникација- UDT. Због развитка технологије и циљеви овог програма су се мењали, али је обезбеђивање извора информација, као и олакшавање електронске размене података и даље најважнији задатак. Поред овог задатка, UDT има задатак да подстиче и стимулише коришћење технологија за електронски пренос података и бави се отклањањем сметњи, односно телекомуникацијских баријера које имају негативан ефекат на електронски пренос података. Такође, UDT одржава и електронске услуге IFLANET-а кроз који се промовишу услуге организације. Национална библиотека Канаде представља седиште овог програма.[8]
  Програм који ради на проблемима развоја библиотекарства, библиотекарских институција и библиотечких информационих служби, као и на њиховим решењима зове се програм за Унапређење библиотекарства (Core Programme for the Advancement of Librarianship) и представља један од главних програма у ИФЛА. Он преставља главни каталогизатор организације за све њене активности у другим земљама. Године 1975. Извшни одбор ИФЛА дао је дозволу за оснивање три радне групе: за Латинску Америку, Африку, Карипска острва и Азију. Касније 1984. године главни програм за Унапређење библиотекара у земљама Трећег света придружиће се другим програмима ИФЛА-е. Данас, Универзитетска библиотека Упсала у Шведској преставља седиште овог програма.
ИФЛА је своје секције и округле столове груписала у осам група. Од тих осам одељења, три одељења се баве различитим типовима библиотека, четири се баве питањима везана за библиотечке активности, док је осмо и последње одељење окренуто према активности за развој библиотечке и информационе делатности у земљама у развоју на подручју Карипских острва, Латинске Америке, Африке, Азије и Океаније.У одељења спадају: Одељење општих истраживачких библиоте, Одељење специјалних библиотека, Одељење библиотека за опште кориснике, Одељење библиографске контроле, Одељење збирки и услуга, Одељење за менаџмент и технологију, Одељење за образовање и истраживање и Одељење за регионалне активности.
1. Прво одељење је Одељење општих истраживачких библиотека (Division of General Research Libraries) које се бави библиотекама чији је заједнички циљ подршка истраживања у свим областима људског знања. Ово одељење се бави библиотекама као што су истраживачке, универзитетске и националне библиотеке.  Њега чине три секције, а то су секција за националне библиотеке, секција за универзитетске и друге опште истраживачке библиотеке и секција за парламентарне библиотеке.
2. Друго одељење је Одељење специјалних библиотека (Division of Special Libraries). Одељене чине библиотеке које врше истраживања везена искључива за једну научно продручје , као што су медицинска, географска, научна и технолошка библиотека. Велико залагање одење ставља у побољшање сарадње између специјалних библиотека, информационих центара и матичних организација. Састоји се од шест секција, секција владиних библиотека, секција за библиотеке друштвених наука, секција за географске и картографксе библиотеке, секција научних и технолошких библиотека, секција за библиотеке биолошких и медицинских наука и секција за библиотеке уметности.
3. Треће одељење је Одељење библиотека за опште кориснике (Division of Libraries Serving the General Public). Главно истаживање које ова секција обавља везује се за библиотеке које омугућавају истраживање, приступ различитим информацијама,  радом са специфичном групом корисника, као што су деца, људима у болницама или затвору. Оно што се сматра принципом овог одељења јесте промоција читања и навика читања. Састоји се од шест секција и од четири округла стола.
4. Четврто одељење је Одељење библиограске контроле (Division of Bibliographic Control) чији је фокус везан за размену библиографских података, организацију колекција, а такође спаја и стручњаке који се баве библиографијом, каталогизацијом и класификацијом. Одељење садржи три секције, Секција за библиографију, Секција за каталогизацију, Секција за класификацију
5. Пето одељење је Одељење збирки и услуга (Division of Collections and Services). Ово одељење сакупља посебне библиотечке фондове, као што су стара и ретка књига, фонд серијских публикација, али посебан значај ставља на сакупљање информација ради унапређења ових фондова. Такође акценат ставља и на набавку публикација, међублиотечку позајмицу и реферсне услуге корисника. Одељење се састоји из пет одсека и једног округлог стола.
6. Шесто одељење је Одељење за менаџмент и технологију (Division of Management and techology).  Као што и само име одељења говори, оно се највише бави маркетингом, опремом и статистиком. Покрива различите технолошке области, као што су информатичка технологија, чување, аудиовизуелно и мултимедијално. Рад одељења везан је све типове библиотека и библиотеких удружења. Пет секција и два округла стола се налазе у структури овог одељења.
7. Седмо одељење је Одељење за образовање и истраживање (Division of Education and Research) бави се различитим областима образовања везаног за струку. У те области спадају стучно усавршавање, истраживање и историју, стручне часописе. Њему припадају четири округла стола и три секције.
8. Осмо одељење је одељење за регионалне активности (Division of Regional Activities) и у његовом саставу се налазе земље Латинске Америке и Карипских острва, Африке и Азије. Главни задатак овог одељење је надгледање развоја у овим земљама. Такође обавља сарадњу са другим одељењима која су организована по типу библиотека или по врсти активности. Одељењу припадају три секције, а то су: Секција за Африку, , Секција за Азију и Океанију, Секција Латинску Америку и Карипска. Све три секције се баве развојем библиотека, библиотечких и информационих услуга, писмености.[8]

Током година, ИФЛА је склопила договоре са великим бројем издавача како би издавала штампане публикације о разним проблемима везаних за библиотекарство. ИФЛА своје активности објављује у неколико пибликација, као што су ИФЛА Новине, Серијал ИФЛА публикација, ИФЛА Публикације за Библиографску контролу, ИФЛА Професионални извештаји. Осим ових публикација, организација даје прегледе активности секција и главних програма, као и својих одељења.
- ИФЛА Новине су интернационалне новине које објављују чланке везане за библиотечке и информационе услуге и за социјалне, политичке и економске проблеме који утичу на приступ информацијама у библиотекама. Новине објављују истраживања, есеје који одражавају широк спектар професије на међународном нивоу. ИФЛА Новине излазе шест пута годишње. Сваки проблем  се налази на сајту ИФЛА-е и слободан је приступ информацијима.[10]
- Серијал ИФЛА публикације је серија публикација која се бави питањима разним ,  која библиотека, информациони центар, професионални информер може да формулише њихове циљеве, да ли има утицај као група, може ли да заштити интересовање и пронађе решење за глобалне проблеме. Такође бави се радом са децом, одраслима и приступом библиотекког материјала на свим језицима. Током године изађе од два до три наслова. Издања су доступна у одштампаном и електронском облику.[11]
- ИФЛА Публикације за Библиографску Контролу првобитно су се звале UBCIM (Universal Bibliographic Control and International MARC). Издања су доступна у електронском и штампаном облику.[12]
- ИФЛА Професионални Извештаји промовишу висок стандард библиотеке и информационих услуга и напредно знање у професији. Садржај укључује савете и упуства за уметање стандарда ИФЛА-е и смернице, изваштаје и чланке о растућим трендовима у областима професионалне праксе и извештаје битних пројеката. У овом серијалу излазе и водичи за школске библиотеке, извештаји са стручних семинара и библиографије докумената са конференција ове организације. Професионални Извештаји су отвореног приступа и издају су под вођством Професионалног одбора.[13]
- Глобалне студије у Библиотекама и Информацијама је још једна врста публикација коју објављује ИФЛА. Ова монографска публикација служи као средство за професионалне и школске комуникације у пољу развијања глобалних студија у библиотекама.[14]

| Име и презиме         |                       | Период        |
| --------------------- | --------------------- | ------------- |
| Исак Колијн           | Isak Collijn          | 1927 дo 1931  |
| Вилијам Варнер Бишоп  | William Warner Bishop | 1931 до 1936  |
| Марсел Годет          | Marcel Godet          | 1936 дo 1947  |
| Вилхем Мунтхе         | Wilhelm Munthe        | 1947 дo 1951  |
| Пјер Буржуј           | Pierre Bourgeois      | 1951 дo 1958  |
| Густав Хофман         | Gustav Hofmann        | 1958 дo 1963  |
| Сир Франк Францис     | Sir Frank Francis     | 1963 дo 1969  |
| Херман Либерс         | Herman Liebaers       | 1969 дo 1974  |
| Пребен Кјеркгард      | Preben Kirkegaard     | 1974 дo 1979  |
| Елсе Гренхејм         | Else Granheim         | 1979 дo 1985  |
| Ханс-Питер Гех        | Hans-Peter Geh        | 1985 дo 1991  |
| Роберт Веџворт        | Robert Wedgeworth     | 1991 дo 1997  |
| Кристин Дешампс       | Christine Deschamps   | 1997 дo 2003  |
| Кеј Расерока          | Kay Raseroka          | 2003 дo 2005  |
| Алекс Бирн            | Alex Byrne            | 2005 дo 2007  |
| Клаудија Лукс         | Claudia Lux           | 2007 дo 2009  |
| Елен Тисе             | Ellen Tise            | 2009 дo 2011  |
| Ингрид Парент         | Ingrid Parent         | 2011 дo 2013  |
| Синика Сипило         | Sinikka Sipilä        | 2013 дo 2015  |
| Дона Шедер            | Donna Scheeder        | 2015 дo 2017  |
| Глориа Перес-Салмерон | Gloria Pérez-Salmerón | 2017 дo 2019  |
| Кристин МекКензи      | Christine Mackenzie   | 2019 до данас |